# 리용철 (1928년)
리용철(李勇哲, 1928년 3월 24일 ~ 2010년 4월 26일)은 조선민주주의인민공화국의 정치인이다. 조선로동당 중앙위원회 비서국의 당 조직지도부 제1부부장을 지냈다.

## 경력
1928년 일제강점기에 태어났다. 1986년 당 조사부장을 거쳐 1993년 6월 당 조직지도부 부부장을 지냈다. 같은해 12월 당 중앙위 위원 선임되고, 1994년에 당 조직지도부 제1부부장이 되었다. 1996년 12월에 당 중앙군사위원회 위원이 되었으며, 2005년 10월 연형묵 사망시 국가장의위원회 위원을 맡았다.
2010년 4월, 심장마비로 사망했다.